# Bendir

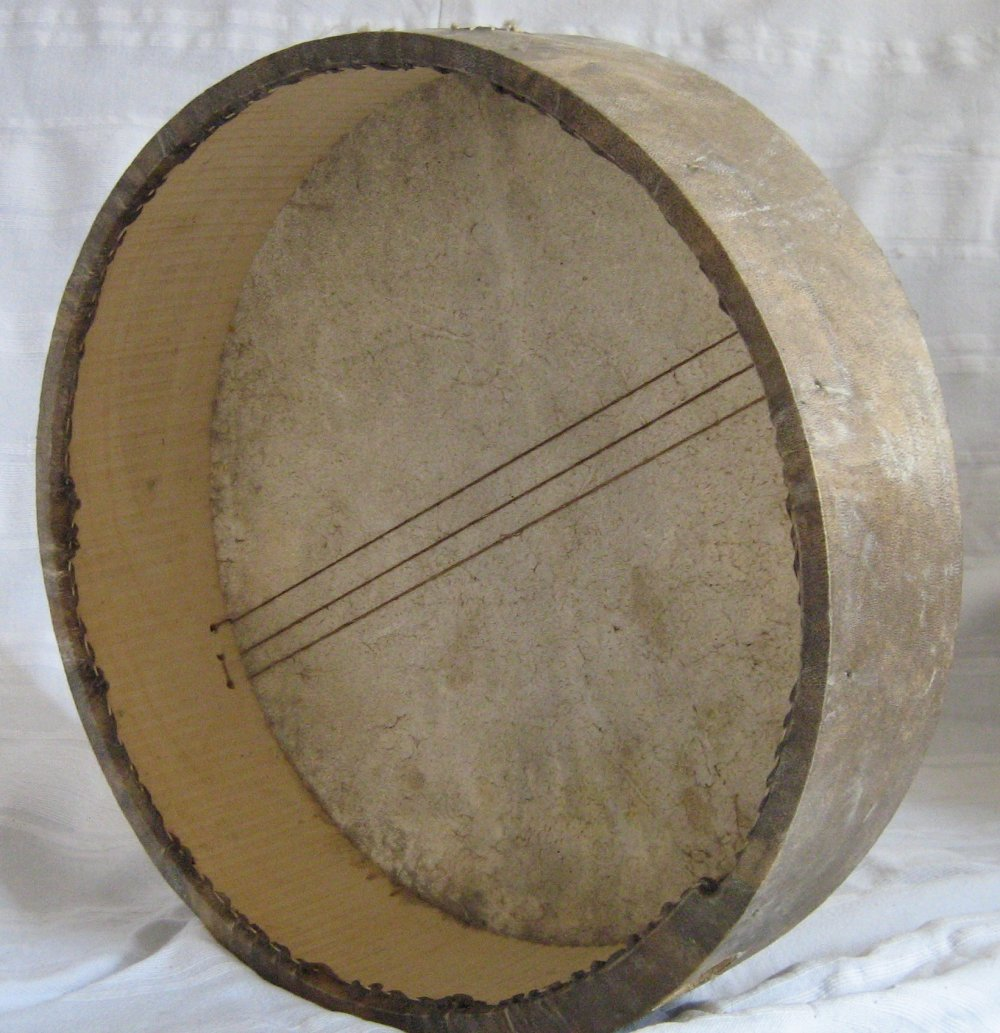
Bendir z Maroka

Bendir (arab. بندر) – instrument perkusyjny pochodzący z Afryki Północnej, najczęściej spotykany w Maroku. Jest to bęben obręczowy o głębokim brzmieniu charakteryzujący się połączeniem rezonującego brzęczenia (dzięki jelitowym sznurkom naciągniętym pod wewnętrzną płaszczyzną membrany) i możliwością zmian kolorytu powodowanym ruchami całością instrumentu. Bendir tradycyjnie grany palcami lub całą dłonią, trzymany jest jedną ręką, dla ułatwienia chwytu posiada w obręczy otwór na kciuk.